# Марнейн, Джеральд
Джеральд Марнейн (или Мурнейн; англ. Gerald Murnane; 25 февраля 1939, Кобург, Австралия) — австралийский писатель, автор рассказов, поэт и эссеист. Лауреат значимых литературных премий. Известность ему принёс роман «Равнины» (1982), в котором показал контрасты жизни разных частей Австралии. Неоднократный номинант на Нобелевскую премию по литературе. Считается одновременно «самым австралийским из писателей и наименее похожим на австралийских авторов».

## Биография
Джеральд Мурнейн родился в городке Кобург, пригороде австралийского Мельбурна.
В 1956 году Мурнейн окончил колледж De La Salle.
В 1957 году начал подготовку к тому, чтобы стать католическим священником, однако бросил религиозное образование, став учителем в начальной школе, где проработал 8 лет (1960—1968). Параллельно работал в школе жокеев.
В 1969 году получил степень бакалавра в Университете Мельбурна, после чего устроился в департамент образования штата Виктория, где проработал до 1973 года.
В 1980-х Мурнейн начинает преподавать писательское мастерство в университетах.

## Семья
Мурнейн рос вместе с тремя братьями и сёстрами. Один из братьев страдал от когнитивных расстройств (ум. в 1985 году).
В 1966 году женился. У пары трое детей.
С 1969 года семья жила в Маклеоде близ Мельбурна. После смерти (2009 г.) супруги писатель перебрался в городок Гороки.

## Награды
Премия Патрика Уайта (1999).
Специальная награда Литературной премии Нового Южного Уэльса (2007).
Почётная награда от Австралийского Совета (2008).
Мельбурнская литературная премия (2009).
Литературная премия штата Виктория в номинации нон-фикш (2016).
Литературная премия премьер-министра Австралии (2018).